# 塔克斯科納斯 (伊利諾伊州)
塔克斯科納斯（英語：Tuckers Corners）是位於美國伊利諾伊州漢密爾頓縣的一個非建制地區。該地的面積和人口皆未知。

## 地理
塔克斯科納斯的座標為37°59′27″N 88°35′44″W / 37.99083°N 88.59556°W，而該地的平均海拔高度為130米（即427英尺）。